# Sint-Jan de Doperkerk (Herentals)
De Sint-Jan de Doperkerk is een parochiekerk in de Antwerpse stad Herentals, gelegen in de wijk Molekens, aan Populierenlaan 1.
In 1966 werd de Sint-Jan de Doperparochie opgericht in de wijk, die ten zuiden van het Albertkanaal is gelegen.
De zaalkerk werd gebouwd van 1969-1970 in de stijl van het brutalisme. Opvallend is de lage, open en in beton uitgevoerde klokkentoren boven de ingang. Verder kenmerkt het gebouw zich door een plat dak.
De kerk bezit een kruisweg, waarvan de staties vervaardigd werden door Griet Wouters en uitgevoerd in keramiek.